# Naz Mitrou-Long
Nazareth Jersey „Naz” Mitrou-Long (ur. 3 sierpnia 1993 w Mississauga) – kanadyjski koszykarz występujący na pozycji rozgrywającego lub rzucającego obrońcy.
W 2011 zdobył srebrny medal podczas turnieju Nike Global Challenge. W 2016 wystąpił w Adidas Nations Counselors.
6 marca 2018 powrócił do składu Salt Lake City Stars.
31 lipca 2019 zawarł kontrakt z Indianą Pacers na występy zarówno w NBA, jak i zespole G-League – Fort Wayne Mad Ants. 19 grudnia opuścił klub.

## Osiągnięcia
Stan na 21 grudnia 2020, na podstawie, o ile nie zaznaczono inaczej.
NCAA
- Uczestnik:
  - rozgrywek Sweet 16 turnieju NCAA (2014)
  - II rundy turnieju NCAA (2013, 2014, 2017)
  - turnieju:
    - NCAA (2013–2015, 2017)
    - Portsmouth Invitational (2017)
- Mistrz turnieju konferencji Big 12 (2014, 2015, 2017)
- Zaliczony do:
  - II składu Big 12 (2017)
  - składu:
    - All-Big 12 Honorable Mention (2017)
    - Big 12 Commissioner's Honor Roll (2015)
- Lider Big 12 w liczbie celnych (98) i oddanych (255) rzutów za 3 punkty (2017)[5]

Reprezentacja
- Uczestnik mistrzostw Ameryki (2017 – 8. miejsce)